# Muçununga
Muçununga é uma vegetação que ocorre em florestas ombrófilas densas de terras baixas do norte do Espírito Santo e sul da Bahia, em locais de solo arenoso, úmido e fofo. É um ecossistema associado ao bioma Mata Atlântica. Desenvolve-se sobre solos arenosos extremamente pobres (oligotróficos), na maioria dos casos hidromórficos, e ricos em ácido húmico. O termo engloba também um complexo mosaico de formações que variam de florestais a campestres, com ocorrências descontínuas.
A palavra "mussununga" ou "muçununga" tem origem tupi-guarani e faz referência à terra arenosa, úmida e fofa.
Características da vegetação
As muçunungas apresentam diferenças nas formas, tamanhos, fitofisionomias e flora pois ocupam áreas distintas. A variação fitofisionômica das muçunungas é tão grande quanto a de Cerrado. Possui predominância de espécies arbustivo-herbáceo e arbórea pouco densa. As fisionomias campestres estão mais relacionadas floristicamente às Restingas e as fisionomias florestais às florestas ombrófilas circundantes
A diversidade é baixa nas áreas de muçunungas quando comparada com a floresta ombrófila densa de terras baixas, porém similares à vegetação de Restinga. Esses habitats, quando florestais, apresentam uma vegetação com sub-bosque de porte baixo e irregularmente aberto, densidade alta de árvores pequenas e finas, escassez de árvores emergentes e epífitas e lianas abundantes. Nas formações abertas, verifica-se a abundância de elementos com folhas esclerófilas perenes e pequenas, com aparência xeromórfica.
Classificação da vegetação da muçununga
As muçunungas podem apresentar três formas de paisagem, cada uma com dois subtipos:
Muçununga gramíneo-lenhosa:
- Muçununga graminóide: é uma variante campestre. Ocorre nos locais onde o encharcamento é mais superficial, com menor drenagem do solo. É coberta principalmente por caméfitos, terófitos e hemicriptófitos das famílias Poaceae, Cyperaceae e nanofanerófitos isolados, representados por Humiria balsamifera e Baccharis platypoda.
- Muçununga gramíneo-lenhosa de Bonnetia: composta pela dominância da população de nanofanerófitos da espécie Bonnetia stricta sobre termiteiros inativos, os quais formam microsítios de colonização. Não possui encharcamento pronunciado como a muçununga graminóide, sendo, portanto, um ambiente mais bem drenado que o primeiro.

Muçununga arborizada: 
- Muçununga arborizada aberta: engloba variantes savânicos, caracterizados por nanofanerófitos esparsos, possivelmente providos de xilopódios e tufos do líquen Cladonia sp., refugiados sob a sombra de arvoretas, como as de Hancornia speciosa.
- Muçununga arborizada típica: dominada por caméfitos e fanerófitos.

Muçununga florestada:
- Formação de ilhas com bromélias: predominância da espécie de bromeliaceae Vriesea neglutinos. Alterna trechos arborizados e campestres.
- Muçununga florestada: composta principalmente por microfanerófitos, com árvores de 7 a 20 metros, cujas copas se tocam e comumente com mais de uma camada de copas de árvores adultas.

Áreas de ocorrência: Geologia e Geomorfologia 
A área de ocorrência das muçunungas caracteriza-se por feições geomorfológicas de interflúvios, denominada tabuleiro costeiro, o que corresponde aos baixos platôs costeiros do Terciário assentados sobre rochas do Pré-Cambriano. A ocorrência das vegetações de muçununga é atribuída às características edáficas dos terrenos por elas ocupados, embora não haja informações na literatura. Tais condições edáficas são observadas em trechos descontínuos, com formas variadas, comumente circulares, e em baixas altitudes. Um fator edáfico que diferencia as muçunungas das Restingas é a ocorrência de uma camada impermeável de laterita (couraça laterítica), que provoca alagamentos estacionais nas muçunungas e confere-lhes grande umidade no período chuvoso. Ocorrem manchas de vegetação florestal na muçununga associadas a locais onde a profundidade do solo é maior e na beira de cursos d’água. No sul do Estado da Bahia essas formações são denominadas “muçunungas” e no norte do Estado do Espírito Santo são chamadas de "campos nativos" ou “nativos”. São associadas a solos arenoquartzozos hidromórficos, e solos arenosos transicionais para argissolos ou latossolos amarelos. 
A muçununga é uma vegetação pouco conhecida e vulnerável. De acordo com a lei n° 11.428, de 22 de dezembro de 2006, capítulo 1, artigo 2°, que dispõe sobre a proteção legal das formações florestais e ecossistemas relacionados ao bioma Mata Atlântica, a muçununga não está protegida por lei.